# سید عظیم شیروانی
سید عظیم شیروانی (به ترکی آذربایجانی: Seyid Əzim Şirvani) (متولد: ۱۲۵۱ ه‌ق/۱۲۱۴ ش، شماخی جمهوری آذربایجان-درگذشت: ۱۳۰۸ ه‌ق/۱۲۶۹ ش/۱۸۸۸ م، شماخی) از آموزگاران، شاعران و فضلای آذربایجان بود. او در اشعار خود از تخلص سید استفاده می‌کرد.

## زندگی
عظیم شیروانی در سال ۱۲۱۴ در شهرستان شماخی متولد شد؛ هفت سال داشت که پدرش را از دست داد و به داغستان رفت و در کنار پدربزرگ ملاحسین به تحصیل مشغول شد و در سال۱۲۶۹ درگذشت.
به روایتی دیگر سید عظیم در سال ۱۲۵۱ هـ. (شمسی ۱۲۱۴- میلادی ۱۸۳۵)متولد در سال ۱۳۰۵ هـ. (۱۲۶۷ ش. - ۱۸۸۸ م) در ۲۱ ماه رمضان در سن ۵۳ سالگی در گذشت.
ناصح شیروانی مرثیه‌ای در فقدان او سرود:
قان آغلا گؤزوم! سرور دؤران گئتدی،
سر دفتر اهل فضل و عرفان گئتدی.
افسوس، او شاعیر و ادیب و کامیل،
احبابین ائدیب زار و پریشان گئتدی.
آئینهٔ اوقات ایدی اول ذات شریف،
سنگ اجل ایله سیندی، الان گئتدی.
حئیرتده‌یم، ای خاک! نئجه سیندیردین،
آغوشونا تا او بحر عمّان گئتدی.
سید عظیم شیروانی پس از پایان تحصیلات به مکه سفر می‌کند. در اثنای این سفر است که این قصیدهٔ معروف را برای محمد می‌سراید:
فدا بو آستانین خاکینا جان، یا رسول‌الله!
کی اهل دردده‌دیر بو درده درمان، یا رسول‌الله!

## شغل و پیشه
سید عظیم بعد از سفرهایی که انجام می‌دهد در شهر شاماخی مکتب‌خانه باز می‌کند و از طریق مکتب‌داری امرار معاش می‌کند. پیش از مکتب‌داری نیز مدتی در سرای تجار، کاتب بوده‌است. او هیچ گاه وضعیت مالی مناسبی نداشته‌است. خودش چنین می‌گوید:
چوخ ائتدیم دهرده هر کارا خیدمت،
گهی خانا، گهی تجّارا خیدمت.
بیریندن اولمادی رفع ملالیم،
کئچیندی مؤحنت و عُسرتده حالیم.
کار اصلی سید عظیم، مکتب‌داری بوده‌است. به نحوی که مورد ستایش اهل فن و معاصران زمان خود قرار می‌گیرد. او شبیه کاری که میرزا حسن رشدیه در تبریز در تصنیف کتاب درسی انجام داد، در شهر شماخی به انجام رسانید و از طرف حکومت وقت مسئول تدریس در مکتب‌خانه شد.
فریدون کؤچرلی در این باره چنین می‌نویسد:««مرحومون ترتیب ائتدیگی کیتابچادان، بیر نوسخه‌سی اؤز دستخطی ایله یازیلمیشدیر . . . بو مجموعه أوچ دفتردن عیبارتدیر:
اوّلینجی دفترده یازیلیبدیر: شیخ سعدی‌نین گولوستان و بوستان کیتابلاریندان و بعضی حکمانین اثرلریندن، ساده و آچیق تورک دیلینه ترجومه اولونموش نصیحت‌آمیز حکایه‌لر.
ایکینجی دفترده همچنین بو قیسم حکایه‌لردن و ۵۱ اؤیود و نصیحت‌لردن عمله گلیر.
أوچونجو دفترین مندرجاتی نظم ایله یازیلمیش اخلاق و اطوارا دائر تمثیللردن عیبادتدیر. بونلاردان علاوه، بیر پارچا خیرداجا مضحکه‌لر و گولمه‌لی حکایه همین دفترده یازیلمیشدیر کی اونلارین حیصّه‌سی و نتیجهٔ کلامی دوروست و صحیح ایسه‌ده، اؤزلری تعلیم ایچون یاراماز. بو مضحکه‌لردن و گولمه‌لی حکایه‌لردن باشقا، أوچونجو دفترده بیر نئچه گؤزل غزل . . . و بیر پارا قیطعه‌لر و روباعیات یازیلمیشدیر.»
بر اساس اسناد و مدارک دولت روس در سال ۱۸۷۷ م. (۱۲۵۱ ش.) او را در شهر شماخی به تدریس شرعیات و لسان ترکی منسوب کرد. او تا آخر عمر به مدت ۱۵ سال در این مدرسه تدریس کرد.
عاصی قارا باغی به همین مناسبت شعری، خطاب به سید عظیم می‌گوید:
شنیده‌ام که به پیری کشیش دیر شدی،
خوشا به حال شما، عاقبت به خیر شدی!
سید عظیم در طی این ۱۵ سال به انواع آزار و اذیت‌ها از سوی دولت روس گرفتار شد. بارها او را برای استنطاق به شهر تفلیس احضار کردند. در یکی از این سفرها که به تفیس داشته‌است، در شهر گنجه به زیارت مزار نظامی گنجوی می‌رود و این رباعی را می‌سراید:
ای شیخ نظامی! ای نظامی داغیلان،
ای گنجه‌ده عزّ و احتشامی داغیلان!
اولمویوبدور سنینله من کیمی عالمده،
بئیتی، ائوی، مکتبی، کلامی داغیلان!

## فعالیت مطبوعاتی
سید عظیم شیروانی با مطبوعات زمان خود همکاری داشته‌است. از آن جمله می‌توان به مجلات اکینچی، ضیا و کشکول اشاره کرد. او بیش از همه به مجله اکینچی علاقه داشت. صاحب امتیاز این مجله حسن بیگ زردابی (۱۸۳۷- ۱۹۰۷م.) یکی از دوستان او بوده‌است.
سید عظیم خطاب به حسن بیگ زردابی گوید:
ای حسن بیگ، معلم دانا!
ای ائدن اهل عالمی احیا!
ای چاتان عالمه صفا سندن،
ائیله‌ایر سیّد التجا سندن،
کیم بو مکتوبو کیم خیالیمدیر،
اهل قفقازا عرض حالیمدیر،
ائده‌سن چاپ، ای گؤزوم نورو!
تا اولاً روزگار مشهورو.

## آثار
کلیات دیوان عظیم شیروانی در سالهای ۱۳۱۲ و ۱۳۱۵ هجری قمری در تبریز به خط میرزا احمد بصیرت در دو جلد به چاپ رسید. وی ترجمه‌هایی از اشعار سعدی، مولانا، فضولی و جامی به زبان ترکی داشته و از اشعار این شعرا استقبال نموده. او به زبان‌های ترکی، عربی، فارسی اشعارش را می‌سروده و بیشتر در اشعارش از هجران، ستم فلک و طعنهٔ حاسدان شکایت داشته.

### نمونه شعر
| من بیلمه‌رم کی هانسی غمی ائیله‌ایم بیان |  | یوخدور شماره‌سی الم بیشماریمین  |
| هجران غمی، فلک ستمی، طعنهٔ رقیب        |  | کسمیش قرارینی بو دل بیقراریمین |